# یعقوب احمدف
یعقوب احمدف (انگلیسی: Yoqub Ahmedov؛ زادهٔ ۳ ژانویهٔ ۱۹۳۸) بازیگر فیلم و تئاتر اهل کشور ازبکستان است.
وی در دوران اتحاد جماهیر شوروی، برندهٔ جوایزی همچون جایزه هنرمند مردمی اتحاد جماهیر شوروی و جایزه دولتی اتحاد شوروی شده‌بود.